# 阿瓜杜尔塞 (巴拿马)
阿瓜杜尔塞（西班牙語：Aguadulce）是巴拿马科克萊省的一个农业城市，位于泛美公路上，靠近帕里塔湾沿岸。